# Evangelische Kirche deutscher Sprache in Griechenland
Die Evangelische Kirche Deutscher Sprache in Griechenland ist ein nach griechischem Recht eingetragener Verein, in dem sich evangelische Christen deutscher Sprache in Griechenland zusammengeschlossen haben. Seit 2014 ist die Kirche außerdem eine nach griechischem Recht eingetragene juristische Person und genießt damit die gleiche Anerkennung wie die griechisch-orthodoxe Kirche.
Sie ist ein Zusammenschluss verschiedener, rechtlich und wirtschaftlich selbständiger Einrichtungen:
- Gemeinde Athen,[2][3] gegründet 1837
- Gemeinde Thessaloniki,[4] gegründet 1895
- Gemeinde Rhodos,[5] gegründet 1983
- Gemeinde Kreta,[6] gegründet 2004

Der Verein Evangelische Kirche Deutscher Sprache in Griechenland wird durch einen Vorstand geleitet. 